# Cerophysa wallacii
Cerophysa wallacii es un coleóptero de la familia Chrysomelidae.
Fue descrita científicamente en 1877 por Baly.